# Colpotrochia zembla
Colpotrochia zembla är en stekelart som beskrevs av Ian D. Gauld och Sithole 2002. Colpotrochia zembla ingår i släktet Colpotrochia och familjen brokparasitsteklar. Inga underarter finns listade i Catalogue of Life.